# Хауз, Эдуард
Эдвард Мандел Хауз (англ. Edward M. House, от нидерл. Huis), 26 июля 1858, Хьюстон — 28 марта 1938, Нью-Йорк) — американский политик, дипломат, советник президента Вудро Вильсона, известен под прозвищем «полковник Хауз», хотя к армии США отношения не имел. В русскоязычной историографии фамилия транскрибируется также как Хаус, Гаус или Гоус (встречается в дипломатических переписках того периода), Гауз (встречается в БСЭ).

## Детство и юность. 1858—1876
Эдуард Мандель Хауз родился в Хьюстоне, штат Техас, 26 июня 1858 года. Его отец Томас Вильям, английский иммигрант голландского происхождения, прибыл в Америку в 1814 году. Благодаря своим кулинарным способностям он открыл кондитерскую в Хьюстоне в 1838 году. Уже на следующий год Томас Хауз начал сотрудничать с Чарльзом Шерном, местным чиновником с довольно обширными коммерческими связями. В 1840 году Томас Вильям женился на его дочери Мери Элизабет Шерн. Это событие предопределило быстрые темпы роста бизнеса Хауза: начал банковское дело, оптовую торговлю, а в 1853 году выкупил бизнес (галантереи и бакалеи) у Джеймса Стивенса, мэра города Хьюстон. «Т. В. Хауз и Ко» стала одной из наиболее крупных фирм штата. Теперь Томас Вильям владел довольно большим капиталом, был известен как крупнейший оптовый бакалейщик штата, торговец хлопком, потребительскими товарами. К тому же с 1876 года в его собственности находились обширные сахарные и хлопковые плантации.
Томас Вильям Хауз стал основателем Хьюстонской газовой компании, впервые поставлявшей природный газ для общественного использования, активным вкладчиком в развитие железнодорожной индустрии штата. Благодаря своим усилиям Томас Хауз оставил своим трём сыновьям состояние общей стоимостью в 500 000$.
Эдуард Хауз в своей юности пережил один из наиболее ярких периодов, оставивший глубокий след в его сознании. Ему было почти семь лет, когда происходила Реконструкция Юга после Гражданской войны. «Человеку, который помнит, как преступники из спортивного интереса убивали среди белого дня на городских улицах, сорвиголов, которые управляли целыми бандами, — вспоминал в зрелые годы Хауз, — Европейская война казалась не такой ужасной».
Когда Эдуарду исполнилось двенадцать лет, по состоянию здоровья (он получил солнечный удар и большую часть года вынужден был проводить вне жарких климатических условий Техаса) и благодаря его пристрастию к обучению он должен был отправиться учиться на Север. В кризисной ситуации, когда 28 января 1870 года умерла его мать Мери Элизабет, отец послал его в школу-интернат, сначала в Вирджинии и затем в Нью-Хейвене, штат Коннектикут.
Эдуард Хауз не был серьёзным студентом, и он и его самый близкий друг, Оливер T. Мортон (сын сенатора Оливера Перри Мортона из Индианы), больше интересовались происходящими в то время событиями на политической арене страны, нежели учебой. Они часто бывали на всевозможных мероприятиях в Нью-Йорке и Вашингтоне.
Так свой первый политический опыт Эдуард получил во время президентских выборов 1876 года. Благодаря этой возможности Хауз смог заглянуть за кулису политической жизни страны: «лишь двое-трое в Сенате и двое или трое в Палате представителей вместе с президентом действительно правят страной. Все остальные — только подставные фигуры… поэтому я не стремился к официальным постам и не старался ораторствовать».
Вероятно именно в этот период были заложены основы политических взглядов Эдварда Хауза. «Это была захватывающая жизнь, та, которая несомненно поспособствовала их (Э.Хауза и О. Мортона) общему образованию». Уже тогда Хауз был знаком с лидерами различных политических сил и имел собственные взгляды на происходящие в стране события.
Осенью 1877 года Эдвард Хауз поступил в Университет Корнела, однако проучившись чуть больше двух лет вынужден был вернуться в Техас, чтобы заботиться о больном отце. После смерти отца 17 января 1880 года Эдвард остался в Техасе. По завещанию отца фамильный бизнес был разделен между тремя братьями: Томас Вильям получил банковские активы, Джон — сахарную индустрию, а Эдвард — хлопковые плантации. Следующий год Хауз провел в путешествиях по почти безлюдным просторам Северо-Западного Техаса, знакомясь с полученным наследством. Наследственная доля Эдварда Хауза имела общую годовую прибыль свыше 25 000$.

## Начало политической карьеры. Техасский период. 1876—1910
Самостоятельная общественная деятельность Эдварда Хауза началась в 1886 году, когда он, уже женатый на Лоули Хантер с 1881 года, возвратился в Остин и принял в управление наследство отца. Томас Вильям Хауз был весьма известным и уважаемым человеком, что способствовало успешному продвижению семейного бизнеса Эдвардом. «Хауз определенно получал удовольствие от собственного бизнеса. С каким удовольствием он вспоминал о своих встречах с более успешными людьми в бизнесе чем он. Для него бизнес походил на игру. Будучи владельцем значительных средств, он имел возможность не волноваться о различных потерях в той или иной сделке. Возможно это обстоятельство позволило ему вести свои дела отрешенно, подобно шахматисту, пытающемуся оценить ситуацию и сделать заранее спланированный обдуманный шаг».
Эдвард Хауз, как и раньше, ставил на первое место свои интересы. Он сумел так организовать свой бизнес, что управление им отнимало немного времени. Хауз более заботился о собственной популярности и значении. Его старый особняк был местом многих неофициальных встреч влиятельных людей штата. Сам Эдвард Мандель остро интересовался политикой, нарабатывая умения управлять людьми в своих интересах. «Хауз был тайно пристрастен к пользованию властью чужими руками». Он подробно интересовался структурой политической системы в стране, особо пристально изучал Демократическую партию, знакомился с её представителями. «Местная карьера являлась предпосылкой к восхождению на большую арену, к которой он стремился, он решил использовать штат Техас как место, доказывающее его политические навыки».
Свои силы Хаузу выпало испытать в 1892 году. В этом году в штате проходила гонка претендентов на кресло губернатора Техаса. Несмотря на то что из двух кандидатов, Джеймса Хогга и Джорджа Кларка, последнему сулили победу, Эдвард Хауз предложил свои услуги Хоггу. Отчасти такой выбор Хауз предпринял, исходя из возможности расширения личных связей в партии демократов на более высоком уровне.
Эдвард Хауз организовал предвыборную кампанию таким образом, что он оставался за кулисами, а явным оставались лишь действия его команды. «За спинами менеджеров кампании, которые выступали на публике, высказывались в прессе, сидел молодой мужчина тридцати пяти лет, который выстраивал стратегию действий, направлял, концентрировал и рассеивал политическое усилие, и даже предлагал нужные слова».
Джеймс Хогг выиграл выборы. В знак благодарности он наградил Эдварда Хауза званием «Полковник». Вместе с этим Хауз получил возможность советовать в законодательных делах, действовать как неофициальный представитель и разрешать спорные вопросы.
В течение следующих десяти лет, до 1902, Хауз играл роль закулисного организатора выборной кампании и советника четырех губернаторов Техаса — Джеймса В. Хогга, Чарльза A. Калберсона, Джозефа Д. Сеерса, Вильяма Ланхама. И хотя все эти политики предлагали Хаузу всевозможные посты, он отказывался, поскольку он не стремился к официальному политическому месту. «Скорее его цель состояла в том, чтобы проявить влияние на людей, которые держали политический пост. Для своего протеже Хауз являл собой гения политической стратегии, будучи на расстоянии от накаленных политических сражений, беспристрастно оценивал ситуацию и затем спокойно и без лишних движений предпринимал решение, наиболее отвечающее интересам протеже». При этом полковник казался абсолютно бескорыстным и лишенным амбиций. Казалось, внешняя скромность, серость и неприметность были ему на руку, удачно прикрывая его истинный характер властного ментора.
Полковник Хауз, будучи уже довольно известной личностью в политических кругах, имел возможность принять участие в организации президентской предвыборной кампании в 1900 и 1904 годах. Однако в обоих случаях Хауз не видел реальной возможности успеха. Вероятно, это было предопределено присутствием Вильяма Брайана, лидера Демократической партии, в работе с которым полковник не чувствовал согласия и однозначного собственного превосходства. Этот факт по мнению биографа полковника Артура Хоудена отсрочил выход Эдварда Хауза на национальный уровень до 1910 года, когда началась подготовка к выборам 1912 года.

## Вильсоновский период. 1911—1921
В политике получил известность благодаря необычно значительному влиянию на президента Вильсона и на действия США в Первой мировой войне.
В 1918 году им при поддержке старшего партнера банка JPMorgan Т. Ламонта была организована группа специалистов по внешнеполитическим проблемам под условным названием «Исследование» (en:The Inquiry), её задачей была разработка позиции США на мирной конференции, которая должна была подвести итог Первой мировой войне — готовя американские условия мира, группа тесно сотрудничала с английскими контрагентами.
В России известна дневниковая запись Хауза, сделанная незадолго до окончания Первой мировой войны (19 сентября 1918 г.):
"Я не согласен с президеном в том, чтобы оставить Россию нетронутой. Она слишком однородна для безопасности мира. Я хочу видеть Сибирь отдельной республикой, а Европейскую россию разделённой на три части...». Фактически к этому моменту Вильсон уже не проявлял интереса к послевоенному устройству России.
Хауз участвовал в Парижской конференции 1919 года и создании Лиги Наций, однако во время её работы возникли серьезные политические разногласия между ним и президентом — Хауз шёл на компромиссы, неприемлемые для Вильсона. Ещё больше неприязнь усугубилась, когда Вильсону стало известно, что зять Хауза, член Американской делегации Гордон Ачинклосс, делал уничижительные комментарии о его политике.

## Литературный период 1922—1938
В 1921 году Хауз ушёл из политики. Ситуация была неутешительной: Сенат отказался ратифицировать Версальский мирный договор, США остались в стороне от Лиги Наций, главного детища Вильсона и Хауза, и даже некогда крепкая дружба Вильсона и его верного помощника Хауза резко прервалась. Хауз даже не был допущен на похороны Вильсона 3 февраля 1924 года.
Начиная с 1922 года Хауз переживал скромный, но не менее знаменательный период, который принято именовать «литературным периодом», ознаменовавшийся написанием целого ряда книг и статей. Наиболее известен его футуристический политический роман «Филип Дрю: Администратор: История завтрашнего дня, 1920–1935», в котором автор излагает свой взгляд на ближайший пятнадцатилетний исторический период 1920-1935 г.г. (на русском языке роман не издавался).